# ユフレー
ユフレー (Yufle, Yufleh) はソマリランドのサナーグ地域にある町。この地区の行政中心地であるエリガボから、南西178キロメートルにある。
2012年にSomalia Water and Land Information Managementが調査したところによると、ユフレーには200m以上の深さの井戸が2つ設けられている。
サナーグ地域はソマリランドとプントランドで領有が争われているが、ユフレーの主な住民はソマリランドで主流のイサック氏族であり、安定してソマリランドが実効支配している。

## 政治家
- 市長（Maayarka degmada Yufle, Guddoomiyaha degmadda Yufle）
  - Axmed Xuseen Muuse (mijir)[6]

## 人口動態
ユフレーの世帯数は、遊牧民が多いため季節変動が大きく一定しないが、2015年の推定では150～260世帯程度と考えられている。

## 教育
2020年の時点でユフレーには学校が10あり、それらは全て公立校であり、ユフレーの都市部にある。

## 歴史
1993年6月、この地方に住むハバル・ジェロ氏族とハバル・ユーニス氏族（共にイサック氏族の支族だが伝統的に仲が悪い）が、エル・アフウェインとユフレーで和平を目指した会議を行っている。
2006年、エル・アフウェインの市長は、エリガボ開発委員会の働きが悪く、エリガボやユフレーなどを結ぶ道路建設2次計画が滞っていると主張している。
2009年5月、ユフレーで旱魃が発生。治安が悪化し、ユフレーではWFPのトラック3台が襲われる事件があった。
2011年、ソマリランド内務長官がサナーグ地域を訪れ、ユフレーでサナーグ知事、エリガボ市長らと会談した。
2013年、ユニセフは、エリガボ、エル・アフウェイン、ユフレーの3つの村で行われている障害者アクションネットワーク（Disability Action Network, DAN）に、理学療法と支援装具や機器を提供している。
2015年6月、ソマリランドの教育副長官がサナーグ西部を訪問し、ユフレーにも訪問した。
2016年7月、Kulmiye党の副議長モハメド・カヒン・アハメドらがユフレーからの招待を受けて同地を訪問した。
2016年11月、ソマリランド大統領のアフメッド・シランヨがサナーグ各地を訪問し、ユフレーでも歓迎された。